# Triangle (Nowy Jork)
Triangle – miasto w Stanach Zjednoczonych, w stanie Nowy Jork, w hrabstwie Broome.